# Ludwigsmühle (Worms)

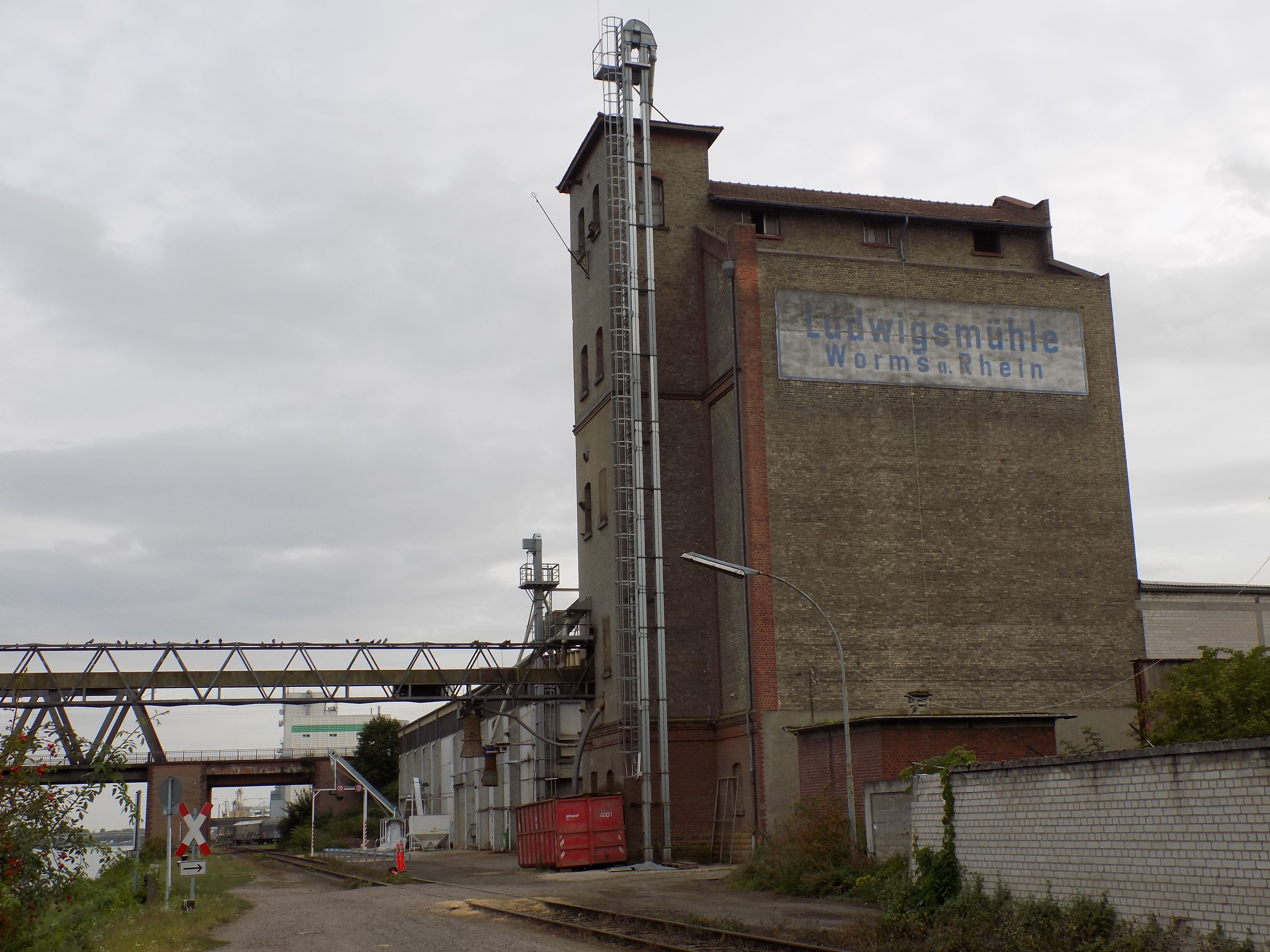
Die Ludwigsmühle in Worms (Nordansicht)

Die Ludwigsmühle in Worms ist eine um 1906 erstellte Mühle. Es handelt sich um ein etwa 30 Meter hohes historistisches Backsteinbauwerk, das direkt an der Rheinbrücke steht und vor allem vom Rhein aus, weithin sichtbar ist.

## Geschichte
Um die Wende des 19./20. Jahrhunderts entwickelte sich das Gebiet im Wormser Norden, das direkt am Rhein liegt, zu einem Mühlenufer. Gemeinsam beschäftigten die Mühlen im Wormser Norden, einem Gebiet, das in etwa dem heutigen Industriegebiet Worms-Nord entspricht, lediglich etwa 200 Mitarbeiter. Aufgrund des hohen Umsatzes, den die Mühlen erzielten, und wegen des damals schon hohen Mechanisierungsgrades, nahmen sie dennoch eine bedeutende Position in der Wormser Wirtschaft ein, die sich zu dieser Zeit entwickelte. Die Umsätze der Mühlen rangierten zu dieser Zeit auf Platz zwei der Wormser Wirtschaftskraft, direkt hinter der Lederindustrie.
Von der Ludwigsmühle, ehemals Matthäi & Weil, existiert nur noch der nördliche Gebäudeteil; das weit größere Haupthaus ist nicht mehr vorhanden. An seiner Stelle steht nun ein neuzeitlicher Erweiterungsbau. Zusammen mit dem von erhalten gebliebenem nördlichen Gebäudetrakt erfüllt die Mühle heute noch immer den Zweck einer Getreidemühle. Des Weiteren werden Lager- und Umschlagsleistungen angeboten.